# 신재식
신재식(申在植, 1770년 ~ ?)은 조선 후기의 문신, 정치인이자, 외교가, 작가이다. 본관은 평산이고 자는 중립, 호는 취미이다.  호조판서(정2품)  사간공  신호의 후손이시다.  1805년(순조 5) 별시문과에 병과로 급제, 홍문관의 벼슬을 거쳐 1818년 대사간에 이어 강원도관찰사·이조참의를 지내고 1826년 동지사(冬至使)의 부사로 청나라에 다녀왔다.
이듬해 이조참판을 지내고 1831년에 부제학으로 재임시 함경도마천령(摩天嶺) 이북에서의 전화(錢貨) 사용의 금지를 상소하여 실시되었다. 그 뒤 개성유수·지경연사(知經筵事)·공조판서·우빈객(右賓客) (정2품)을 역임하였다.
1835년(헌종 1) 대제학(정2품) 에 오르고 다음 해 익종(翼宗)의 태실가봉(胎室加封) 때 제조(提調) 겸 서표관(書標官)이 되고 동지사(冬至使)의 정사로 청나라에 다녀온 뒤 대사헌·이조판서·실록총재관(實錄摠裁官) 등을 역임하였다. 시호는 문청(文淸)이다.

## 저서
- 취미집
- 상간편, 공저

## 같이 보기
- 홍대용
- 동지사
- 황작자